# نظریه مجانبی
نظریه مجانبی یا نظریه ناهَمساویک شاخه‌ای از ریاضیات است که به بسط مجانبی می‌پردازد.
نمونه‌ای از نتیجه ناهمساویک قضیه اعداد اول است: 
فرض کنیم π(x) تعداد اعداد اولی است که کوچکتر یا برابر با x باشند، آنگاه حد
{\displaystyle \lim _{x\rightarrow \infty }{\frac {\pi (x)\ln(x)}{x}}}
وجود دارد و برابر است با 1.
نظریه مجانبی در شاخه‌های گوناگون علوم ریاضی استفاده می‌شود. در آمار، نظریه مجانبی تقریب‌های حدی توزیع احتمال از یک نمونه آماری را فراهم می‌کنند، مانند آزمون نسبت درست‌نمایی آماره و امید ریاضی deviance .

## نمونه‌هایی از گسترش‌های مجانبی
- تابع گاما

{\displaystyle {\frac {e^{x}}{x^{x}{\sqrt {2\pi x}}}}\Gamma (x+1)\sim 1+{\frac {1}{12x}}+{\frac {1}{288x^{2}}}-{\frac {139}{51840x^{3}}}-\cdots \ (x\rightarrow \infty )}
- انتگرال نمایی

{\displaystyle xe^{x}E_{1}(x)\sim \sum _{n=0}^{\infty }{\frac {(-1)^{n}n!}{x^{n}}}\ (x\rightarrow \infty )}
- تابع زتای ریمان

{\displaystyle \zeta (s)\sim \sum _{n=1}^{N-1}n^{-s}+{\frac {N^{1-s}}{s-1}}+N^{-s}\sum _{m=1}^{\infty }{\frac {B_{2m}s^{\overline {2m-1}}}{(2m)!N^{2m-1}}}}

که {\displaystyle B_{2m}} عدد برنولی است و {\displaystyle s^{\overline {2m-1}}} یک   rising factorial است. 
این گسترش برای همه صفحه‌های مختلط s معتبر است و اغلب برای محاسبه تابع زتا با استفاده از مقادیر بزرگ از N برای نمونه 
{\displaystyle N>|s|} استفاده می‌شود.
- تابع خطا

{\displaystyle {\sqrt {\pi }}xe^{x^{2}}{\rm {erfc}}(x)=1+\sum _{n=1}^{\infty }(-1)^{n}{\frac {(2n)!}{n!(2x)^{2n}}}.}